# پل ارژبت (بوداپست)
پل اِرژِبِت یا الیزابت (مجاری: Erzsébet híd) بودا و پست را که در دو طرف دانوب قرار دارند به هم متصل می‌کند.